# Vedplanter til fugtig jord
De træagtige planter, som egner sig til fugtig jord, er arter, der hører hjemme i biotoper, med højstående grundvand, jævnlige oversvømmelser eller åbent vand. De kan stamme fra rørsumpe, ellesumpe, våde enge, lavmoser, højmoser eller kildevæld. Det fælles for planterne er en evne til at tåle et lavt iltindhold i jordluften. Det skyldes hos nogle, at de ikke er aktive i de perioder, hvor vandstanden er højest. Hos andre skyldes det, at de har luftførende kar (aerenkym), som forsyner rødderne med den nødvendige ilt (det gælder f.eks. arter af slægterne El og Pil).
Ofte kan disse planter sagtens klare sig i mere gængse jordtyper, men de er mest konkurrencestærke på vandlidende jord.

## Liste over planter tilpasset vådbund
Den følgende liste af løvtræer, nåletræer og buske omfatter arter, der alle tolererer at stå helt eller delvist i vand over vinteren.

### Løvtræer
- Askebladet Løn (Acer negundo)
- Canadisk Hyld (Sambucus canadensis)
- Drue-Hyld (Sambucus racemosa)
- Dun-Birk (Betula pubescens)
- Grå-El (Alnus incana)
- Kvalkved (Viburnum opulus)
- Pil (Salix) – flere arter
- Pile-Kornel (Cornus sericea)
- Poppel (Populus) – flere arter
- Rød-El (Alnus glutinosa)
- Sølv-Løn (Acer saccharinum)
- Tupelo (Nysssa sylvatica)
- Tørst (Frangula alnus)
- Alm. Bærmispel (Amelanchier lamarckii)
- Virginsk Ambratræ (Liquidambar styraciflua)
- Almindelig Pære (Pyrus communis)
- Skov-Tupelotræ (Nyssa sylvatica)
- Kejsertræ (Paulownia tomentosa)

### Nåletræer
- Almindelig Sumpcypres (Taxodium distichum)
- Almindelig Thuja (Thuja occidentalis) – Vestligt Livstræ
- Hvid-Gran (Picea glauca)
- Sitka-Gran (Picea sitchensis)
- Almindelig Ædelgran (Abies alba)
- Sølv-Gran (Abies procera (syn. A. nobilis))
- Vandgran (Metasequoia glyptostroboides)

### Buske
- Mose-Pors (Myrica gale)